# Kaḏḏa Dâbali
Kadda Dabali, auch al-Kubra (arabisch الجزيرة الكبرى, dt. Große Insel) ist eine unbewohnte Insel, der zu Dschibuti gehörenden Inselgruppe der Sawabi-Inseln in der Meerenge Bab al-Mandab zwischen Rotem Meer und Indischem Ozean.

## Geographie
Die Insel liegt etwa 14 km vor der Küste der Region Obock und nimmt über die Hälfte der Fläche der Inselgruppe ein, rund 50 Hektar von insgesamt 90 ha. Mit einer Höhe von 114 Metern über dem Meer ist sie auch die höchste der sechs Inseln. Sie ist von Riffen umgeben.
Im Satellitenbild sind noch Teile des nach Süden geöffneten Vulkankraters zu erkennen. Die Insel ist nach Nordwesten etwa halbmondförmig und nach Südosten zieht sich eine Spitze über ca. 1 km Länge aus.
Im Unterschied zu den anderen Inseln haben die Felsen der Insel eine gelbliche Grundfärbung.